# Canon EOS 5
Canon EOS 5 (được bán dưới dạng EOS A2 và A2e tại Hoa Kỳ) là một máy ảnh phim 35 mm tự động lấy nét bán chuyên nghiệp, tự động phơi sáng. Nó được bán từ tháng 11 năm 1992 trở đi và được thay thế vào cuối năm 1998 bởi Canon EOS 3. Là một phần của dòng máy ảnh EOS, 5/A2/A2e sử dụng ngàm ống kính EF của Canon, được giới thiệu lần đầu tiên vào năm 1987 với Canon EOS 650.
EOS 5/A2/A2e có đèn flash zoom tích hợp, đèn hỗ trợ lấy nét tự động, ổ đĩa động cơ nhanh và một số chế độ tự động cài đặt sẵn. Mặc dù được bán trên thị trường hướng tới người dùng "số đông", 5/A2/A2e rất phổ biến đối với các nhiếp ảnh gia chuyên nghiệp. Máy ảnh được cung cấp năng lượng bởi pin lithium 2CR5 6 volt, hoặc, với Bộ pin Canon BP-5 tùy chọn, có thể được cung cấp năng lượng bởi pin D gắn vào thắt lưng của người dùng. Canon VG-10 Grip dọc đã thêm một bản nhả cửa trập, bánh xe điều khiển, nút Khóa AE và nút Chọn điểm lấy nét ở dưới cùng của máy ảnh để sử dụng hướng dọc, nhưng không thêm pin AA làm nguồn năng lượng.
Máy ảnh có nhiều chế độ hoạt động khả dụng, được chọn bởi mặt số ở phía bên trái của máy ảnh. Các chế độ này được chọn cho dù cài đặt phơi sáng được đặt tự động, bán tự động hay hoàn toàn thủ công. Mặt số này cũng tăng gấp đôi như một công tắc bật / tắt.
Canon EOS 5/A2/A2e có ba chế độ đo sáng tích hợp; Đánh giá, trung bình trọng lượng và điểm. Chúng có thể được người dùng lựa chọn bằng một nút ở mặt sau của máy ảnh và nút xoay lệnh.
Máy ảnh nổi bật có điều khiển bằng mắt của EOS 5/A2e, cho phép người dùng chọn một trong năm điểm lấy nét bằng cách nhìn vào nó qua khung ngắm cũng như kích hoạt xem trước độ sâu trường ảnh bằng cách nhìn vào điểm thứ sáu được đánh dấu ở trên cùng góc trái của khung ngắm. Vào thời điểm đó, tính năng này là duy nhất cho Canon. A2 có cùng năm điểm lấy nét, nhưng chúng chỉ có thể được chọn thủ công. Mặc dù EOS 5 có độ bám dọc tùy chọn, VG-10, tính năng tập trung điều khiển bằng mắt chỉ hoạt động khi máy ảnh được giữ theo hướng ngang.
EOS 5/A2/A2e có hai mặt số để kiểm soát phơi sáng, một trên nút chụp và một ở mặt sau của máy ảnh. Mặt số phía trên nút chụp sẽ điều chỉnh tốc độ màn trập ở chế độ giá trị TV/ Thời gian ưu tiên màn trập, nhưng ở chế độ giá trị Av/Aperture ưu tiên khẩu độ, chính mặt số này sẽ điều chỉnh khẩu độ ống kính. Ở chế độ thủ công hoàn toàn, mặt số phía trên màn trập sẽ điều chỉnh tốc độ màn trập và mặt số quay lại điều khiển khẩu độ
Vào thời điểm sản xuất máy ảnh, có một bằng sáng chế của Hoa Kỳ về việc sử dụng thang đo kỹ thuật số để hiển thị dưới hoặc phơi sáng quá mức trong một máy ảnh SLR thủ công. Canon không muốn trả cho người giữ bằng sáng chế, và do đó đã bỏ qua thang đo -2 / + 2 (trong nửa điểm dừng) trong A2 / A2e, chỉ để lại một dấu hiệu thiếu sáng. Thị trường Châu Âu/Nhật Bản EOS 5 có quy mô và trên tài khoản này, nhiều nhiếp ảnh gia người Mỹ ưa thích mẫu máy nhập khẩu. Đây chỉ là một sự khác biệt về phần sụn và có ít nhất một công ty bên thứ ba sẽ cài đặt phần sụn EOS 5 trên một chiếc A2/A2e, do đó thêm thang đo này.

## Thông số kỹ thuật
TTL theo Al Focus
Màn trập 30 giây - 1/8000 giây
Kính ngắm 92% độ phủ dọc, độ phủ ngang 94%, độ phóng đại 0,73
Đo sáng 16 vùng
Phạm vi hoạt động của AF ở ISO 100: EV 0-18
Đèn flash zoom tích hợp, ba cài đặt phụ thuộc độ dài tiêu cự
5 fps trong một chế độ AF
3 fps ở chế độ AI Servo AF
Năm cảm biến lấy nét tự động ngang
Lấy nét điều khiển bằng mắt (EOS 5 / A2e)
16 chức năng tùy chỉnh
Dùng pin 6V 2CR5
Kích thước và trọng lượng 154 × 121 × 74 mm, 675 g (1.488 lb)